# 堪察加柳莺
堪察加柳莺（学名：Phylloscopus examinandus），是雀形目柳莺科的一种鸟类。

## 特征
堪察加柳莺体重约10.89克，翼长约66.2毫米，嘴峰长约13.5毫米，喙宽度约3.1毫米，喙厚度约3.1毫米，跗蹠长约17.9毫米，尾长约47毫米。堪察加柳莺是候鸟，其栖息在密集的高大树木组成的森林中，食性为肉食性，主要食物来源是陆生无脊椎动物。

## 分布
繁殖于南堪察加半岛、萨哈林岛、千岛群岛、北海道东北部；越冬于印度尼西亚。